# 高加索州
高加索州（俄语：Кавказский область），俄罗斯帝国的一个州，首府是斯塔夫罗波尔。

## 历史
1822年8月10日，根据亚历山大一世的法令，以高加索省为基础设立高加索州。亚历山德罗夫县和亚历山德罗夫市被废除，辖区被分配到邻近县。1822年8月29日，卡尔·费奥多罗维奇·斯蒂尔被任命为该州民事总督。
1824年10月2日，州政府从格奧爾吉耶夫斯克迁移至斯塔夫罗波尔。1825年3月10日，阿斯特拉罕省游牧民族的大部分领地被划归高加索州，组建为游牧民族特别行政机构——穆斯林游牧民族总署（Главное приставство магометанских кочующих народов）。
1826年10月7日，州总督格奥尔基·阿谢尼耶维奇·伊曼纽尔下令在高加索州成立第一家储蓄银行。
1844年12月27日，根据尼古拉一世的命令，俄罗斯帝国在高加索地区恢复高加索总督区建制，下辖高加索州、里海州、格鲁吉亚-伊梅列季省和扎罗-别洛坎区，行政中心位于第比利斯。
1847年5月2日，根据尼古拉一世的法令，以高加索州为基础设立斯塔夫罗波尔省。

## 行政区划
1827年，高加索州由四个区组成：格奥尔吉耶夫斯克区、基兹利亚尔区、莫兹多克区和斯塔夫罗波尔区。布瓊諾夫斯克和格奧爾吉耶夫斯克是州辖市。

## 州徽
1828年11月22日，高加索州的州徽获得批准。主体为上下一分为二的盾牌，上半部分为金色背景的高加索山，山上有一只双头鹰；下半部分为蓝色背景的骑兵，回首张弓欲射。